# علم الآثار الزائف
|                                                                                                 |  |  |
| إريش فون داينكين (يمين) وغراهام هانكوك (يسار) هما من أشهر ناشري مواضيع الأنثروبولوجيا الهامشية. |  |  |

علم الأثار الهامشي، والمعروف أيضا بعلم الآثار البديل والآثار الجانبية والآثار المذهلة وأثار العبادات، هو مجال يقوم بتفسير التاريخ الماضي على أسس لم يعترف بها مجتمع الأثار العلمي، الذي يرفض أساليب تجميع البيانات بطرق تحليلية مقبولة. تنطوي هذه التفسيرات العلمية الزائفة على استخدام القطع الأثرية أو المواقع أو المواد المكتشفة لبناء نظريات لا أسس علمية لها لإثبات ادعاءاتهم الزائفة. وتشمل هذه الأساليب المبالغة في الأدلة، والاستنتاجات المثيرة أو الرومانسية، وحتى تلفيق الأدلة.
لا توجد نظرية أو نهج موحد للآثار الكاذبة، ولكن هناك تفسيرات مختلفة كثيرة للماضي تتعارض بشكل مشترك مع تلك التي طورها المجتمع العلمي. يدور بعض هذه الأفكار حول فكرة أن المجتمعات البشرية القديمة والما قبل تاريخية قد تواصلت مع حياة ذكية من خارج كوكب الأرض لتطوير حضارتها، وهي فكرة نشرها أشخاص مثل المؤلف السويسري إريك فون داينكن في كتبه مثل كتاب«عربات الآلهة؟» (1968). يرى آخرون، بدلاً من ذلك، أنه كان هناك مجتمعات بشرية في الفترة القديمة متقدمة تقنياً بشكل كبير عن حضارتنا، مثل أتلانتس، وقد تشيع هذه الفكرة شخصيات مثل جراهام هانكوك في «بصمات للآلهة» (1995).
قامت جماعات دينية بتبني العديد من الآثار الهامشية في عقيدتهم وأنشاؤا نظما دينية مبنية عليها مثل جماعة «علم الأهرامات» وجماعة «علم رموز الأثار» التي بدأت مع جماعة إسرائيل البريطانية إلى الثيوصوفيين. ومن من اعتمدا على علوم الأثار الهامشية في دياناتهم أعضاء العصر الجديد وأنظمة المعتقدات الوثنية المعاصرة.
انتقد علماء الآثار الأكاديميون بشدة علم الآثار الهامشي، يعتبر جون ر. كول أشد العارضين لها إذ، وصفها بأنها علم يعتمد على «الإثار، وسوء استخدام المنطق والأدلة، وسوء فهم المنهج العلمي، والتناقضات الداخلية بين الحجج» تمت مقارنة العلاقة بين علم الآثار الهامشي والبحث الأكاديمي كالعلاقة بين نظريات التصميم الذكي والبيولوجيا التطورية من قبل بعض علماء الآثار.

## الخصائص
ناقش ويليام إتش. ستيبينغ جونيور أنه على الرغم من وجود العديد من الاختلافات بين تفسيرات علم الآثار الزائف، لكن هناك مجموعة من الخصائص الرئيسية التي تشترك فيها أغلب هذه التفسيرات. وهو يعتقد بسبب هذا بإمكانية تصنيف علم الآثار الزائف بمثابة «ظاهرة فردية». وقد تابع ليحدد ثلاث نقاط مشتركة أساسية بين نظريات علم الآثار الزائف: الطبيعة غير العلمية لمنهج ودليل علم الآثار الزائف، وتاريخه في تقديم «إجابات بسيطة وموجزة للمسائل الصعبة والمعقدة»، وميله لتقديم نفسه على أنه مضطهد من قِبل مؤسسة علم الآثار، يرافقها موقف متضارب تجاه الأخلاقيات العلمية لعصر التنوير. يتشارك أكاديميون آخرون هذه الفكرة بوجود مميزات أساسية لعلم الآثار الزائف.

### الافتقار إلى المنهج العلمي
أشار النقاد الأكاديميون إلى تجاهل علماء الآثار الزائفة استخدام المنهج العلمي. إذ يقومون بدلًا من اختبار الدليل لرؤية الفرضيات التي تناسبه، «بالتجميع القسري» للبيانات الأثرية لتناسب «الاستنتاج المرغوب» الذي يجري الوصول إليه عادةً بواسطة الحدس أو الغريزة أو الدوغماتية الدينية أو الوطنية. حملت مجموعات مختلفة لعلم الآثار الزائف مجموعة من الافتراضات الأساسية، وهي غير علمية عادةً: مثل أخذ علماء الآثار الزائفة النازيين التفوق الثقافي للعرق الآري القديم بمثابة افتراض أساسي، في حين يعتقد علماء الآثار الزائفة الأصوليون المسيحيون أن عمر الأرض أقل من عشرة آلاف عام، ويؤمن علماء الآثار الزائفة الأصوليون الهندوسيون أنّ عمر أنواع الإنسان العاقل يمتد إلى أكثر من 200 ألف عام في القِدم، وقد أثبت ذلك علماء الآثار. على الرغم من هذا، يدعي العديد من مؤيدي علم الآثار الزائف أنهم توصلوا إلى استنتاجاتهم باستخدام التقنيات والمناهج العلمية، وحتى إن كان من الواضح أنهم لم يستخدموها.
يعتقد عالم الآثار الأكاديمي جون آر. كول أنّ معظم علماء الآثار الزائفة لا يفهمون كيفية عمل البحث العلمي، ويعتقدون بدلًا من ذلك أنّ الموضوع عبارة عن «معركة بسيطة وكارثية بين الصواب والخطأ» بين النظريات المتنافسة. وقد جعلته فكرة عدم فهمهم المنهج العلمي يناقش أنّ نهج علم الآثار الزائف بكامله، والذي تستند إليه براهينهم، خاطئ. وأكمل في مناقشة أنّ معظم علماء الآثار الزائفة لا يأخذون بعين الاعتبار الشروحات البديلة لما يريدون نقله، وأنّ «نظرياتهم» عبارة عن «أفكار» فقط، لا تملك الدلائل الداعمة الكافية التي تسمح لهم بأن يعتبروها «نظريات» بالمعنى الأكاديمي والعلمي للكلمة.
يستخدم علماء الآثار الزائفة عادةً بسبب الافتقار إلى الدلائل العلمية أشكالًا أخرى من الدلائل لدعم براهينهم. على سبيل المثال، يستخدمون عادةً «المقارنات الثقافية المُعممة»، ويأخذون العديد من الآثار والتحف من مجتمع واحد، ويسلطون الضوء على التشابهات مع مثيلاتها من مجتمع آخر ليدعموا استنتاجًا مفاده أنّ لهما أصل مشترك، كحضارة قديمة ضائعة مثل أطلانطس وقارة مو، أو تأثير من خارج الأرض. يخرج هذا الآثار والتحف بشكل كامل من سياقاتها الأصلية، وهذا شيء محرم بالنسبة لعلماء الآثار الأكاديميين، الذين يرون السياق ذا أهمية قصوى.
يشكّل تفسير الأساطير المختلفة بأنها انعكاس لأحداث تاريخية شكلًا آخر من الدلائل التي يستخدمها عدد من علماء الآثار الزائفة، لكن عند القيام بذلك، سيجري إخراج تلك الأساطير عادةً من سياقاتها الثقافية. على سبيل المثال، ادعى عالم الآثار الزائفة إيمانويل فيليكوفسكي أنّ أساطير الهجرات وآلهة الحرب في ثقافة الآزتك في أمريكا الوسطى تمثل كارثة كونية حدثت في القرنين السابع والثامن قبل الميلاد. انتقد هذا عالم الآثار الأكاديمي ويليام إتش. ستيبينغ جونيور، وأشار إلى أنّ مثل هذه الأساطير قد تطورت بين القرنين الثاني عشر والرابع عشر الميلاديين، بعد أكثر من ألف عام على ادعاءات فيليكوفسكي بحصول هذه الأحداث، وأنّ مجتمع الآزتك نفسه لم ينمو إلّا بحلول القرن السابع قبل الميلاد.

## للإستزادة
- آلية أنتيكيثيرا
- بابيلونوكيا
- بطارية بغداد
- المدينة البيضاء الأثرية
- قائمة العلوم الزائفة والمصطلحات العلمية الزائفة
- قرص فستوس
- جزيرة شبح

## روابط خارجية
- علم الأثار البديل على مشروع الدليل المفتوح
- نقد أثري / متشكك للآثار الشعبية
- انتقادات الجيولوجيا البديلة (مرر لأسفل حتى النزوح القشري للأرض (إزاحة القطب)، مثل تحولات القطب
- قاعة ماعت
- Neohumanism.org (علم الإنسانية المحدثة)
- علم الآثار السيئ، أمثلة شائعة لعلم الآثار الكاذب
- تخيلات الآثار، نقد علم الآثار الكاذب
- علم الآثار من الجانب المظلم، مقال في Salon.com
- أندي وايت الأنثروبولوجيا، انتقادات لادعاءات بأنه تم اكتشاف «عمالقة» في جميع أنحاء الولايات المتحدة خلال القرن التاسع عشر.
- مدونة جيسون كولافيتو، نقد البرامج التلفزيونية لشبكة الكابل التي تعزز علم الآثار الزائفة
- علامات التحذير السبع لعلم الآثار الكاذب